# Red Dead Redemption
Red Dead Redemption é um jogo eletrônico de ação aventura desenvolvido pela Rockstar San Diego e publicado pela Rockstar Games. Ele foi lançado em maio de 2010 para PlayStation 3 e Xbox 360, sendo um sucessor espiritual de Red Dead Revolver lançado em 2004. O jogo se passa em 1911 durante o declínio do Velho Oeste e segue a história de John Marston, um antigo fora-da-lei que tem sua esposa e filho tomados como reféns pelo governo para forçá-lo a trabalhar como seu caçador contratado. Sem escolhas, Marston parte em uma jornada para levar três membros de sua antiga gangue até a justiça.
A jogabilidade é apresentada através de uma perspectiva em terceira pessoa dentro de um mundo aberto, permitindo que o jogador interaja com os diferentes elementos da maneira como desejar. O mundo em si é uma versão ficcional da região oeste dos Estados Unidos e do noroeste do México, que o jogador pode atravessar principalmente a pé ou montado em cavalos. Tiroteios enfatizam uma mecânica de jogabilidade chamada de "Olhos da Morte" que permite que vários alvos sejam marcados durante um período de câmera lenta. Red Dead Redemption também possuí um sistema de moralidade, em que as ações do jogador afetam seus níveis de honra e fama e como outros personagens respondem ao protagonista. Um modo multijogador online está incluso no jogo, permitindo que até dezesseis jogadores entrem em partidas cooperativas ou competitivas em recriações dos ambientes do modo um jogador.
O desenvolvimento de Red Dead Redemption começou em 2005, com o título empregando o motor de jogo Rockstar Advanced Game Engine a fim de aumentar suas capacidades de animação e renderização. Os desenvolvedores sentiram se inspirados para criar o jogo depois de perceberem o potencial técnico tanto do PlayStation 3 quanto do Xbox 360, já tendo utilizado até o máximo os consoles da sexta geração em seus projetos anteriores. A equipe realizou grandes pesquisas sobre a época e o assunto, visitando locais e analisando filmes de faroeste com o objetivo de alcançar um realismo maior. Captura de movimento foi empregada para gravar os movimentos dos personagens e atores profissionais foram contratados para fazerem a dublagem.
Red Dead Redemption foi aclamado pela crítica especializada ao ser lançado, com muitos críticos elogiando seus visuais, música, dublagem, jogabilidade e história. O jogo acabou sendo um sucesso comercial e vendeu mais de quinze milhões de cópias mundialmente. Ele venceu vários prêmios, incluindo nas categorias de Melhor do Ano de diferentes publicações e organizações, sendo considerado um dos melhores jogos da década.

## Jogabilidade
Red Dead Redemption é um jogo eletrônico faroeste de ação aventura jogado em uma perspectiva de terceira pessoa em um mundo aberto. O jogador controla John Marston, podendo interagir com o ambiente e entrar em combate contra inimigos usando diferentes armas. O principal meio de transporte pelo mundo são cavalos, com estes possuindo uma variedade de raças, cada uma com atributos diferentes. Os cavalos precisam ser domados antes de serem utilizados pelo jogador. John também pode usar trens como meio de transporte rápido, ou ainda pará-los ao ameaçar matar o condutor ou os passageiros. O maior parte do mapa de jogo é formada por vastas terras pouco desenvolvidas e acidentadas, habitada ocasionalmente por viajantes, bandidos e animais selvagens. Assentamentos urbanos vão desde fazendas isoladas até pequenas cidades. Além do Velho Oeste norte americano, o jogador também pode viajar para um estado ficcional mexicano que faz fronteira com os Estados Unidos.
O jogador pode participar ou apenas observar eventos aleatórios que encontram ao explorar o mundo de jogo enquanto não seguem a narrativa principal. Esses incluem enforcamentos, emboscadas, pedidos de auxílio, encontros com estranhos, tiroteios e ataques de animais selvagens. Por exemplo, se um grupo de bandidos entrar em uma cidade cavalgando e atirando para o alto, John pode ignorá-los e deixá-los passar ou matá-los e receber bônus de honra e fama por ter protegido o local. O jogador também pode participar de atividades paralelas opcionais, a maioria das quais tem dinheiro como recompensa. Estas incluem duelos, em que John precisa sacar sua arma e atirar mais rápido do que o oponente; caçar criminosos, onde o personagem pode ir atrás de bandidos vistos em cartazes de procurados; coletar ervas, que envolve pegar plantas exóticas espalhadas pelo mundo de jogo; jogos de azar, em que o jogador pode competir contra outros personagens em partidas como pôquer ou jogo da faca; e caçadas, em que John pode matar animais selvagens e extrair suas peles e outros itens para vendê los em algum comerciante.
Red Dead Redemption faz uso de um sistema de moralidade em que o jogador tem a habilidade de ganhar uma honra positiva ou negativa. A honra pode ser conseguida ao realizar escolhas moralmente positivas, como prender um bandido vivo ou salvar uma mulher de um sequestro. O nível de honra pode ser baixado ao cometer crimes ou fazer escolhas moralmente negativas. Isso também trabalha em conjunto com o sistema de fama, que afeta o quão conhecido John é pelo mundo de jogo. Se o personagem tem pouca honra, personagens não jogáveis se sentirão inseguros perto dele. Por outro lado se a honra for alta, os outros personagens o cumprimentarão na rua. Ele também pode receber descontos em algumas lojas, dinheiro extra em trabalhos e outros bônus. Um índice de honra muito baixo pode fazer com que comerciantes fechem suas lojas quando John chega em algum assentamento. O jogador pode fazer com que o personagem use uma bandana no rosto ao realizar atos criminosos, a fim de impedir a diminuição da honra. Por outro lado, uma reputação criminosa pode proporcionar mais respeito e descontos por parte de bandidos em lugares como a cidade de Thieves Landing.

### Combate

O jogo usa um sistema de cobertura que permite que o jogador se proteja atrás de objetos para poder combater pessoas e animais.

Tiroteios são uma importante mecânica de jogabilidade em Red Dead Redemption. O jogador pode se proteger atrás de algum objeto, mirar em um animal ou pessoa específica, atirar sem mirar ou atirar em objetos. Partes individuais do corpo também podem ser atingidas com o objetivo de subjugar inimigos não letalmente. O jogador tem à sua disposição uma grande variedade de armas do período como revólvers, pistolas, rifles, espingardas, fuzis de precisão, facas, explosivos, laços, metralhadoras gatling e canhões. Disponível durante tiroteios e duelos está a mecânica chamada de "Olhos da Morte", um sistema de mira em câmera lenta que permite que o jogador diminua o tempo momentaneamente e planeje tiros precisos em um ou vários inimigos. John, automaticamente, atira em todos os locais marcados assim que a sequência de mira termina.
Red Dead Redemption também possui um sistema de procurado. Quando o jogador comete um crime perto de testemunhas, algumas pessoas correm para a delegacia de polícia mais próxima delatar o ocorrido. O jogador pode subornar ou matar essas pessoas antes que elas alcancem a delegacia. O medidor de procurado imediatamente aparece junto com uma recompensa se o crime for cometido perto de algum policial. A recompensa pela cabeça de John aumenta cada vez que um crime e cometido, com ele passando a ser perseguido pelos Delegados dos Estados Unidos ou Exército Mexicano dependendo do local. O personagem precisa escapar de uma zona circular mostrada no mapa de jogo até o medidor de procurado desaparecer a fim de fugir dos oficiais de justiça. Por outro lado, o jogador pode matar todos os policiais até o medidor desaparecer. A recompensa pela cabeça de John continua mesmo com a perseguição sendo abortada e caçadores de recompensa podem aparecer para matá-lo. Para eliminar a recompensa, o jogador precisa pagar a quantia em uma estação de telégrafo ou apresentar uma carta de perdão. John automaticamente paga sua recompensa caso ele seja preso, sendo logo em seguida liberado. Caso o jogador não tenha dinheiro suficiente para pagar, os policiais lhe darão trabalhos como caçador de recompensas em troca.

### Multijogador
Red Dead Redemption inclui um modo multijogador que permite até dezesseis pessoas juntas em uma mesma seção. Todos os jogos multijogador, tanto cada um por si quanto em equipes, começam com um impasse mexicano. Os sobreviventes do impasse podem seguir para qualquer lugar do mapa de jogo, a fim de se preparar para o reaparecimento dos inimigos. Caixas espalhadas pelo ambiente contém armas extras, munição e outros benefícios. Os jogadores podem subir de nível e completar desafios que lhes recompensam com novos modelos de personagem, armas douradas, novos títulos e novas raças de cavalos para montar.
O multijogador possui um modo competitivo com diferentes partidas e mapas de jogo. Partidas de "Tiroteio" estão disponíveis tanto na versão cada um por si quanto em equipes e seguem o tradicional cenário de mata mata onde os jogadores precisam acumular o maior número de mortes. "Proteja o Seu" é uma variação de capturar a bandeira em equipes onde cada lado precisa defender seu saco de ouro dos inimigos enquanto tentam capturar a do outro. "Pegue o Saco" tem os dois times disputando por um único saco colocado em algum lugar do mapa. "Corrida do Ouro" é uma variante para o modo cada um por si, em que o jogador tenta pegar a manter o maior número possível de sacos. O multijogador de Red Dead Redemption também possui um modo de mundo aberto, em que todos os jogadores do servidor podem formar ou entrar em grupos de até oito jogadores, chamados de pelotão, e participarem de atividades como caça ou ataques contra esconderijos de gangues ou de outro pelotão.
Modos adicionais de multijogador foram adicionados através dos vários conteúdos para download lançados. O pacote Outlaws to the End adicionou um modo cooperativo para até quatro jogadores com novas partidas como "A Garota Sequestrada", em que os jogadores precisam invadir uma fortificação e salvar uma refém; "O Rio", em que os jogadores precisam descer um rio em uma pequeno barco enquanto se defendem de inimigos; e "O Ferro de Walton", onde é preciso invadir uma mina e escapar carregando a maior quantidade de ferro possível". O pacote Liars and Cheats incluiu a partida "Fortaleza", um cenário de ataque e defesa com os times mudando de papel ao final de cada rodada. O pacote de Undead Nightmare incluía dois modos novos: "Invasão de Mortos Vivos", em que os jogadores precisam combater hordas de zumbis; e "Apropriação de Terra", em que os jogadores disputam o controle de um pedaço de terra em mapas diferentes.

## Sinopse

### Cenário
O mundo de Red Dead Redemption é uma versão ficcional da região oeste dos Estados Unidos e do noroeste do México, se passando na "era dos vaqueiros [que está] chegando ao fim". O mapa de jogo é dividido em três regiões: New Austin e West Elizabeth no Estados Unidos, e Nuevo Paraíso no México. New Austin é o último remanescente do Velho Oeste a ser mapeado, conquistado e povoado, porém com enormes áreas ainda habitadas por foras da lei e animais selvagens. West Elizabeth é um local que já está recebendo a modernidade do século XX com novas cidades e tecnologias, porém ainda com uma grande área de florestas e montanhas selvagens. Já Nuevo Paraíso é uma área predominantemente desértica marcada pela guerra civil entre rebeldes e as forças leais ao governo.

### Enredo
No ano de 1911, John Marston, um ex fora da lei, é forçado a trabalhar para o Escritório de Investigação depois destes terem tomado sua esposa e filho como reféns. Os agentes federais afirmam que Marston receberá anistia caso ele traga os antigos membros de sua gangue ainda vivos para a justiça. Marston parte primeiro para achar Bill Williamson, que agora comanda sua própria gangue, o confrontando em seu esconderijo no Forte Mercer. Ele é baleado e deixado para morrer, sendo salvo pela fazendeira Bonnie MacFarlane e levado para se recuperar no rancho dela. Marston recompensa os MacFarlane ao realizar vários serviços pela fazenda. Ele em seguida trabalha junto com o delegado Leigh Johnson, o vigarista Nigel West Dickens, o caçador de tesouros Seth Briars e um traficante de armas alcoólatra chamado Irlandês. Marston realiza várias tarefas em troca de favores para ajudá lo a organizar um ataque contra o Forte Mercer. Ele e seu grupo finalmente conseguem penetrar nas defesas do forte e derrotar a gangue, porém descobrem que Williamson fugiu para o México procurando a ajuda de Javier Escuela, outro antigo membro da gangue.
Marston chega no México com a ajuda de Irlandês, inicialmente se aliando com o coronel do exército Agustín Allende e seu braço direito o capitão Vincente de Santa. Estes prometem entregar Escuela e Williamson em troca de ajuda na supressão de uma rebelião. Entretanto, Allende trai Marston, que é forçado a trabalhar com os rebeldes. Ele entra em contato com o líder rebelde Abraham Reyes com o auxílio do pistoleiro da camponesa Luisa Fortuna, conseguindo virar a guerra civil em favor da rebelião, matando de Santa e lançando um ataque bem sucedido contra a fortaleza de El Presidio. Marston encontra Escuela, recebendo a opção de matá lo ou entregá lo vivo para o Escritório de Investigação. Mesmo assim, os agentes Edgar Ross e Archer Fordham recusam se a libertar a família de Marston e afirmam que ele deverá seguir até a cidade de Blackwater depois de matar Williamson para ajudá los na caçada contra Dutch van der Linde, o líder da antiga gangue. Marston, Reyes e os rebeldes invadem o palácio de Allende, executando tanto o coronel quanto Williamson. Reyes assume o comando do governo local e planeja seu avanço até a capital.
Em Blackwater, van der Linde tem formado sua própria gangue com simpatizantes da reserva indígena local. Marston se junta a Ross, Fordham e um grupo de soldados do Exército dos Estados Unidos em um ataque contra o esconderijo de van der Linde. Marston consegue encurralar seu antigo parceiro em um penhasco, com este escolhendo cometer suicídio, porém antes avisando que os agentes federais irão encontrar "outro monstro" para justificar sua própria existência e pagamento. Marston é liberado de seu acordo e retorna para sua fazenda, reencontrando sua esposa Abigail e seu filho Jack. Ele passa a dedicar seu tempo no cuidado da fazenda, jurando manter sua família longe para sempre da vida de fora da lei. Entretanto, Ross lidera um ataque surpresa contra o rancho com forças mistas de soldados e agentes federais. Marston consegue enviar sua família para segurança, porém fica para trás a fim de lhes dar mais tempo. Ele enfrenta os homens de Ross uma última vez e acaba morto.
Três anos depois em 1914, Jack parte à procura de Ross, que se aposentou um ano antes, seguindo seus rastros até finalmente encontrar o antigo agente nas margens de um rio no México. Os dois duelam e Jack sai vitorioso. Um jornal revela o destino de vários dos conhecidos de John Marston: Johnson se aposentou como delegado e jurou nunca mais retornar para o Velho Oeste, Reyes consumou seu poder e transformou se em um novo tirano mexicano, MacFarlane se casou, Irlandês se matou quando sua arma disparou acidentalmente, Briars finalmente encontrou o tesouro que tanto procurava e Ricketts morreu enquanto dormia.

## Desenvolvimento
Os trabalhos preliminares daquilo que se tornaria Red Dead Redemption começaram em 2005, com o desenvolvimento total começando no ano seguinte depois da formação da equipe principal de produção. O jogo foi desenvolvido pela Rockstar San Diego com uma equipe de oitocentas pessoas, com várias das outras subsidiárias da Rockstar Games também sendo trazidas para facilitar algumas áreas do projeto. Analistas da indústria de jogos eletrônicos estimaram que o orçamento total de desenvolvimento ficou entre oitenta milhões e cem milhões de dólares, fazendo de Red Dead Redemption um dos jogos mais caros já produzidos.

### Mundo e história

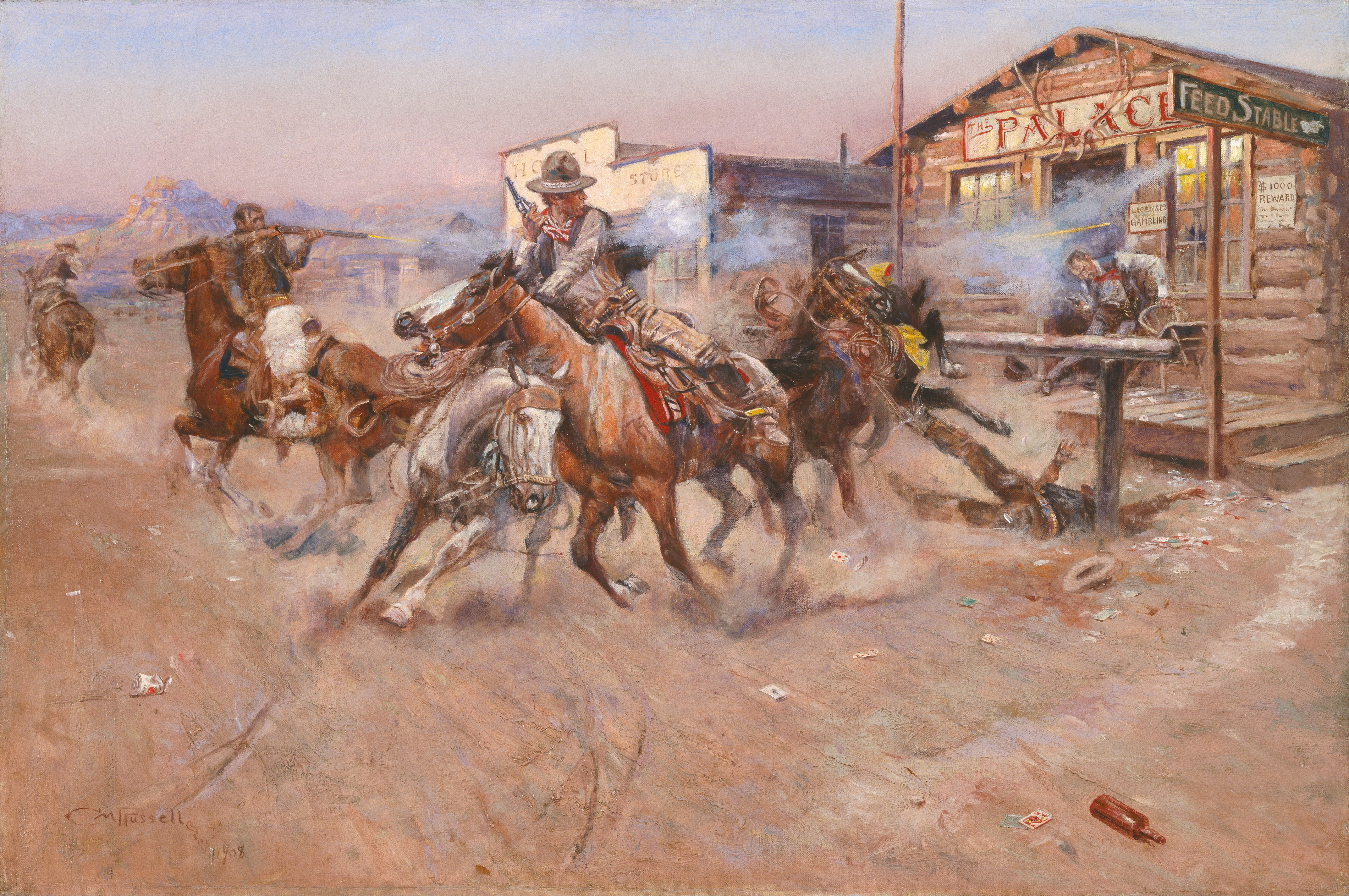
Fumaça de uma .45, representação de um tiroteio por Charles Marion Russell em 1908. Tiroteios são um elemento comumente associado ao Velho Oeste e serviram de influência para Red Dead Redemption.

Red Dead Redemption se passa no ano de 1911. A equipe escolheu esse período histórico por acharem intrigante a exploração da transformação do "Velho Oeste" em um mundo moderno. Os desenvolvedores se inspiraram em filmes como The Wild Bunch, High Plains Drifter, Unforgiven e The Proposition, percebendo que a maioria das histórias de faroeste se passavam entre as décadas de 1840 e 1880. O projetista e roteirista Christian Cantamessa explicou que o "tema abrangente [do jogo] é a 'Morte do Oeste' em vez do mais convencional 'Mito do Oeste' que é frequentemente visto nos clássicos filmes de John Wayne". A equipe achou que "a clássica história de 'nós estamos conquistando esta região selvagem'" não era muito interessante por si só, porém seu interesse foi despertado quando as transformações do mundo durante o período foram adicionadas. As alusões políticas feitas no decorrer da narrativa tinham a intenção de representar as conotações mais sombrias acerca das fundações do Sonho Americano. Além disso, o jogo exibe qualidades relacionadas com o movimento de saída de uma "liberdade violenta" para uma situação de "ostensivo controle estatal", contada através de uma história de inocência e liberdade. O vice presidente de criatividade e roteirista Dan Houser fez paralelos com essa representação e os predicamentos mais recentes sobre a sociedade moderna norte americana.
Houser também expressou dificuldades em equilibrar a narrativa do jogo para evitar que ela parecesse "cafona" e "pomposa"; ele explicou que as dificuldades sugiram quando foi preciso balancear esses dois lados enquanto ao mesmo tempo tentavam manter um realismo para a história. Houser achou que a história não representava totalmente as atitudes raciais comumente associadas com o período histórico. Ele afirmou que isso foi uma escolha feita pelos projetistas de jogo devido aos dissabores das atitudes: "a linguagem que as pessoas usavam para descrever outras raças é insanamente ofensiva para os ouvidos modernos e nós insinuamos sobre isso, porém talvez nós não fazemos com a tamanha vibração que as pessoas usavam em nossa pesquisa". A equipe focou se mais na combinação dos Estados Unidos de antigamente e o moderno junto com as mudanças que foram passadas durante o período em que a história se passa. Houser comentou a violência representada durante o jogo, falando sobre a necessidade que a equipe tinha de que a violência fosse "levemente crua e desagradável"; os desenvolvedores queriam alcançar um grande realismo mas também sem exagerarem. Eles esperavam que os jogadores tivessem uma "resposta emocional" com o jogo e que se sentissem imersos dentro do mundo e do período histórico.
A equipe tentou representar elementos icônicos do Velho Oeste ao projetar os diferentes lugares ficcionais do jogo; New Austin tem pequenas cidades e postos avançados, Nuevo Paraíso inclui postos avançados rebeldes e fortes do Exército Mexicano, enquanto West Elizabeth representa as áreas civilizadas do mundo. Esses três locais representam respectivamente uma nação em desenvolvimento, um país à beira da guerra civil e uma nação avançada. O Velho Oeste norte americano foi pesquisado em profundidade para o jogo. A equipe organizou viagens para Washington, D.C., visitou a Biblioteca do Congresso, tirou centenas de fotografias e analisou diversos filmes clássicos de faroeste. Um dos desafios enfrentados era incluir conteúdo suficiente para interessar o jogador devido ao tamanho do mapa de jogo. A equipe usou esse desafio como uma força e uma grande parte do processo de projeto, tentando fazer com que o campo fosse selvagem e com uma variedade de eventos em potencial para ocorrerem. Os desenvolvedores inicialmente acharam que poderiam usa a mesma fórmula empregada em Grand Theft Auto IV: uma grande variedade de estilos de missões com diferentes atividades e objetivos. Eles perceberam a medida que o desenvolvimento prosseguiu que o vazio do mundo impossibilitava a repetição dessa fórmula.

### Personagens

John Marston foi desenvolvido como uma pessoa de nuances com o objetivo de deixá lo mais interessante aos jogadores.

Red Dead Redemption necessitou de um enorme trabalho de dublagem para dar voz a todos os personagens. A equipe sentiu que a quantidade necessária tinha sido alcançada anteriormente em Grand Theft Auto IV, com experiências passadas de um elenco tão grande incluindo Grand Theft Auto: San Andreas e Bully. A equipe realizou vários testes a fim de encontrarem os atores certos; o projeto era conhecido apenas como "projeto de jogo eletrônico sem título" por questões de segredo até o elenco ser oficialmente contratado. Dentre os personagens principais, Rob Wiethoff interpreta John Marston, Jim Bently interpreta Edgar Ross, Steve J. Palmer interpreta Bill Williamson, Benjamin Byron Davis interpreta Dutch van der Linde, Kimberly Irion interpreta Bonnie MacFarlane e Josh Blaylock interpreta Jack Marston. A Rockstar teve muito cuidado na direção da dublagem; especialistas foram contratados para garantir que os diálogos fossem condizentes com o período histórico. As interpretações dos atores foram gravadas principalmente através da tecnologia de captura de movimentos, com diálogos e efeitos sonoros adicionais sendo gravados em estúdio. A equipe queria que a história de Red Dead Redemption se misturasse com suas mecânicas de jogabilidade para criar uma experiência que fosse divertida e orgânica. Uma gama de personagens foram criados organicamente baseados no período enquanto a história era desenvolvida. House explicou que "As histórias estão lá para servirem ao jogo".
John Marston foi desenvolvido para ser um "homem de família". A equipe o criou para ser uma pessoa de nuances em vez de diretamente um herói ou vilão, deixando dessa forma a experiência mais interessante. Wiethoff considerou que Marston era bem determinado sobre seus objetivos: "ele é um homem sobre as coisas". O diretor técnico Ted Carson sentiu que o personagem tornou se interessante pela combinação de realismo e cinismo. O ator também achou que o personagem tinha consciência que seus atos passados eram "errados", algo que levou às suas tentativas de abandonar a vida de fora da lei. Wiethoff também afirmou que as decisões de sua vida passada foram um resultado direto de sua necessidade de aceitação: "Eu não sei se [na época] ele sabia que o que estava fazendo era errado".
Palmer achou que os personagens de Marston e Williamson representavam irmãos em sua antiga gangue, enquanto van der Linde era uma figura paterna. Ele afirmou que Williamson invejava Marston, mesmo com este sendo sua "âncora moral". O ator também sentiu que a vida de seu personagem começou a entrar em "parafuso" sem controle depois de Marston ter deixado a gangue; "[Enquanto] John cresceu para um homem que conquistava por realizações, Bill caiu para um homem que realizava simplesmente por conquistas". O personagem de Ross foi parcialmente inspirado pelo advogado e ativista político Charles Joseph Bonaparte, enquanto que a revolução mexicana de Nuevo Paraíso foi inspirada pela tentativa de golpe criada pelo Plano de San Diego no estado do Texas em 1915. A equipe se inspirou em outras figuras históricas do século XX para a criação de outros personagens, incluindo Frank James, Pearl Hart e Tom Horn. Sobre os diálogos com os personagens não jogáveis em encontros randômicos, Houser achou que Red Dead Redemption ficava entre Bully, em que os outros personagens lembram se do protagonista, e a série Grand Theft Auto, em que os outros personagens desconhecem a identidade do protagonista. Ele comentou: "[Há] ambientes de campo e as pessoas até certo ponto estão entediadas, então elas procuram por alguma coisa para falar a respeito, assim suas ações são comentadas e as pessoas tem mais consciência sobre você".

### Projeto
Assim como todos os outros jogos da empresa desde Rockstar Games Presents Table Tennis de 2006, Red Dead Redemption usa o motor de jogo proprietário Rockstar Advanced Game Engine (RAGE) para realizar as tarefas de animação e renderização, enquanto a Euphoria e a Bullet foram empregadas a fim de auxiliar na parte das físicas de jogo. Carson afirmou que a Euphoria proporcionava "um sistema de performance de personagens baseado na física" que foi "firmemente integrado com o motor de física próprio da RAGE". O escopo do mundo aberto inicialmente mostrou se um grande desafio do ponto de vista técnico, porém a equipe usou isso em sua vantagem. O poder de processamento em potencial da RAGE foi reformulado e permitiu que o jogo alcançasse um grande nível de detalhes, incluindo animações realistas e texturas detalhadas.

O avanço da tecnologia permitiu que a Rockstar criasse uma representação realista da natureza, algo que não era possível anteriormente.

A Rockstar foi inspirada a começar o desenvolvimento quando a tecnologia necessária se fez disponível. O poder em potencial que o PlayStation 3 e Xbox 360 podiam ter através de seus pacotes de desenvolvimento motivou a equipe a criar um jogo que poderia renderizar completamente uma ampla zona rural, algo que era difícil de se alcançar nos consoles da sexta geração. Houser achou que as tecnologias primitivas de antes tinham impedido que os desenvolvedores criassem um jogo que "realmente fizesse justiça" ao Velho Oeste. Como exemplo, ele comentou as animações do laço: "Parece fácil mas nós apenas agora conseguimos o poder para fazer esse tipo de coisa". Houser achava que os jogos de faroeste anteriores representavam apenas um único aspecto específico do período, enquanto Red Dead Redemption procurava representar todos os elementos. A equipe empregou uma variedade de texturas e efeitos de iluminação ao criarem os objetos e superfícies do mundo de jogo. Eles acharam que foi difícil criar uma representação realista da natureza; "[computadores] não desenham curvas, porém a natureza é toda sobre curvas", explicou Houser.
O jogo foi pensado para aprimorar as principais mecânicas de jogabilidade de Red Dead Revolver de 2004, ao qual Red Dead Redemption é um sucessor espiritual, por meio de aumentar sua escala até aquela vista em outros títulos da Rockstar. O objetivo fundamental era manter as mecânicas de tiroteio e expandir os outros elementos; assim como em seu predecessor, as armas foram inspiradas em peças reais do período. Carson explicou que a equipe desejava alcançar o realismo em todos os elementos do jogo, incluindo cavalos, laços, ecossistema animal e mundo aberto. Os desenvolvedores realizaram captura de movimento em um cavalo de verdade para garantir que as animações fossem o mais realistas possível. Isso também criou vários problemas; um dos gestos usados pelo cavaleiro dublê para se comunicar com a equipe de produção enquanto estava em cima do cavalo também era o mesmo comando que fazia o animal empinar suas patas dianteiras. Além disso, outros problemas vieram na criação do esqueleto e músculos digitais, algo que demorou vários anos para ser resolvido. A Rockstar decidiu nos estágios iniciais de desenvolvimento quais elementos de Red Dead Revolver seriam levados para o novo jogo; além do "Dead Eye" e da ambientação de faroeste, poucos outros elementos sobreviveram. Enquanto o primeiro jogo representava muitos mitos e imagens icônicas do Velho Oeste, a equipe de Red Dead Redemption tentou representar a realidade do período. O tom do jogo tinha a intenção de ser uma combinação do Velho Oeste primitivo com os Estados Unidos do começo do século XX; sobre este último, o país estava se desenvolvendo em uma sociedade moderna e contemporânea, algo que a equipe tentou retratar. Além disso, eles achavam que Red Dead Revolver ficara restringido por sua estrutura baseada em níveis e assim viram o potencial em criar um jogo similar à série Grand Theft Auto em termos de qualidade, escopo e detalhes. Houser posteriormente comentou as dificuldades que a equipe teve em juntar todas as peças para fazer um jogo coerente:
| “ | De uma perspectiva técnica, foi um pesadelo total, pois queríamos incluir tantas coisas vitais para fazer o jogo que desejávamos e uma enorme dor de cabeça para deixá-lo divertido e parecer certo [...] Tivemos de incluir uma grande gama de momentos clássicos de faroeste para que o jogo fosse divertido, cativante e tudo que esperávamos que fosse [...] Este é o ponto forte do jogo, mas fazer isso de maneira homogênea em um mundo aberto massivo foi um enorme desafio. | ” |

### Música e sons

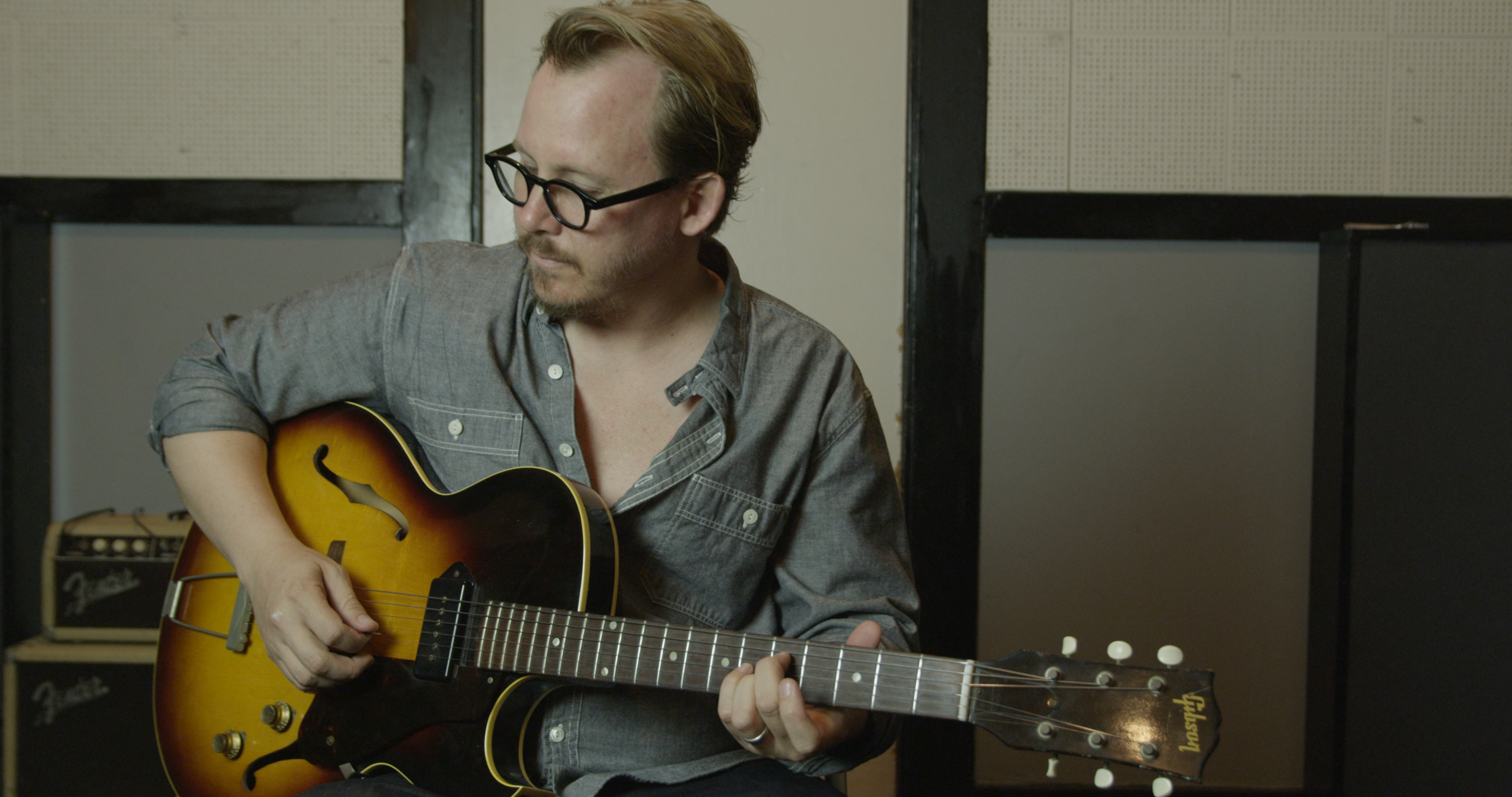
O compositor Woody Jackson (imagem) colaborou com Bill Elm na criação da música de Red Dead Redemption.

Red Dead Redemption foi um dos primeiros jogos da Rockstar a usar uma trilha sonora original. O supervisor musical Ivan Pavlovich citou a grande escala do jogo como uma das maiores dificuldades. Ele afirmou que o título não poderia depender apenas de músicas licenciadas como nos jogos anteriores da empresa para conseguir alcançar o realismo e a experiência desejadas: "Nós percebemos que precisaríamos escrever uma trilha original". A Rockstar acabou contratando os compositores Bill Elm e Woody Jackson para trabalharem no projeto. Os dois colaboraram e escreveram mais de catorze horas de músicas no decorrer de quinze meses. A trilha original e o subsequente álbum comercial foram gravados e mixados no estúdio pessoal de Jackson em Los Angeles com o auxílio da gravadora Capitol Studios. O produtor David Holmes ouviu a trilha inteira depois das gravações e passou três semanas compilando quinze faixas instrumentais que poderiam ser usadas como músicas autônomas no álbum oficial. Holmes tentou deixar a trilha representativa da grande variedade de sons e climas presentes no jogo. Quatro canções vocais também foram gravadas: "Far Away" por José González, "Compass (Red Dead on Arrival Version)" por Jamie Lidell, "Deadman's Gun" por Ashtar Command e "Bury Me Not on the Lone Prairie" por William Elliott Whitmore.
A música foi gravada em 130 batidas por minuto em Lá menor, com a maioria das faixas sendo construídas pela trilha dinâmica do jogo a partir de hastes. Foram usados uma mistura de instrumentos modernos com aqueles mais tradicionais empregados em filmes de faroeste, como por exemplo a berimbau de boca. Os instrumentos também foram tocados de maneira criativa para a criação de sons únicos, como tocar um trompete na superfície de um tímpano. A Rockstar também consultou músicos especialistas em instrumentos tradicionalmente de faroeste; Tommy Morgan, que já fez parte da música de diversos filmes ao longo da sua carreira, tocou segmentos tradicionais de gaita para o jogo. Além de trompetes, violões e acordeões, os compositores também incorporaram outros instrumentos como flautas e ocarinas. Jackson descobriu enquanto realizava suas pesquisas de que não havia um "som de faroeste" em 1911; ele achou que as trilhas sonoras de filmes do gênero da década de 1960 eram mais representativas da música de faroeste, como os trabalhos de Ennio Morricone na Trilogia dos Dólares. Elm comentou sobre apropriar a trilha com a ambientação do jogo, dizendo que o processo foi inicialmente "desafiador" e que eles demoraram muito para descobrir como fazer a música funcionar de maneira interativa.
O departamento de som queria alcançar autenticidade nos efeitos sonoros do jogo desde o início de seu desenvolvimento. A equipe foi inspirada a alcançar um maior realismo depois do departamento de arte ter enviado uma série de artes conceituais, com esses pesquisando todos os sons que seriam usados em Red Dead Redemption. Alguns editores de som no decorrer da produção frequentemente apresentavam ideias que seriam facilmente alcançadas pelos programadores de áudio. Existem ambiências únicas nas três regiões do jogo; essas por sua vez foram divididas em sons menores, como insetos e animais, que foram refinadas a fim de refletir o clima e a hora do dia. O departamento de som recebeu instruções específicas para o tom das locações; por exemplo, Thieves' Landing deveria soar "arrepiante" e "fora de lugar". Os sons das armas também foram desenvolvidos de maneira complexa, com cada arma possuindo uma variedade de sons similares com o objetivo de parecer o mais realista possível. O desenvolvimento da sonoplastia começou com uma seção de uma semana inteira de duração, em que dois sonoplastas de Los Angeles foram enviados para locais de verdade a fim de gravar centenas de sons relacionados à ambientação do jogo. O departamento também passou um tempo trabalhando em mecânicas de jogabilidade específicas; o "Dead Eye" tinha a intenção de soar "orgânico" em vez de "eletrônico ou ficção científica", enquanto os animais — um elemento que a equipe achou desafiador — tinham a intenção de imergir os jogadores na experiência geral. O diretor de áudio Jeffrey Whitcher e o projetista de som chefe Matthew Smith trabalharam juntos na mixagem final para equilibrarem a mistura dos três aspectos principais do som: diálogos, efeitos sonoros e música. Smith codificou os sistemas a fim de deixar a mixagem "dinâmica".

## Lançamento

### Anúncio
O primeiro trailer de Red Dead Redemption foi exibido na Electronic Entertainment Expo de 2005 durante a conferência de imprensa da Sony, divulgando o como um lançamento para o PlayStation 3. O trailer era uma demonstração tecnológica da recém desenvolvida RAGE, com o jogo sendo chamado apenas de "Projeto Velho Oeste". A Rockstar na época se recusou a comentar qualquer coisa sobre o jogo e especulações iniciais o apontavam como uma sequência de Red Dead Revolver.
A Rockstar oficialmente anunciou Red Dead Redemption apenas em 3 de fevereiro de 2009. A edição de abril de 2009 da revista Game Informer confirmou que o título seria lançado no PlayStation 3, Xbox 360 e também Microsoft Windows. A Rockstar mais tarde afirmou que a listagem das plataformas estava errada e que não havia planos para um lançamento em Windows. A empresa confirmou em 25 de novembro que o jogo seria lançado em abril do ano seguinte. Entretanto, a Rockstar adiou em 3 de março de 2010 o lançamento de Red Dead Redemption até maio, com o presidente Strauss Zelnick da distribuidora Take Two Interactive afirmando que isso ocorreu porque "é uma janela de lançamento melhor e nos dá mais semanas para divulgá lo [...] pouco antes de outros títulos competitivos entrarem no mercado".

### Divulgação
Red Dead Redemption foi muito divulgado através de trailers e demonstrações para a imprensa. O trailer de estreia foi lançado em 1 de dezembro de 2009 e era chamado de "My Name is John Marston", mostrando várias cenas do jogo e apresentando o personagem protagonista de John Marston. Duas semanas depois em 15 de dezembro foi lançado "Introduction", o primeiro de uma série de vídeos detalhando diferentes aspectos do jogo. Eles mostravam as primeiras imagens tiradas diretamente da jogabilidade. O segundo vídeo da série foi "Weapons & Death" em 28 de janeiro de 2010 e falava sobre as armas.
Uma novo trailer chamado "The Law" foi lançado em 11 de fevereiro, apresentando os personagens que faziam parte da lei, incluindo o delegado Leigh Johnson e o agente Edgar Ross. Este foi seguido em 24 de fevereiro por um vídeo a respeito das personagens femininas chamado "The Women: Sinners, Saints & Survivors". Um trailer sobre os conteúdos exclusivos da pré venda estreou em 16 de março. O terceiro vídeo da série sobre a jogabilidade foi chamado de "Life in the West" e foi disponibilizado em 19 de março, se focando nas atividades que os jogadores podiam realizar fora das missões.
A capa oficial foi revelada em 22 de março, seguida dois dias depois por um vídeo intitulado "Gentlemen & Vagabonds", que se aprofundava os personagens masculinos da história. O jogo foi exibido Penny Arcade Expo no mesmo mês, sendo a primeira vez que uma demo de Red Dead Redemption foi disponibilizada para o público jogar. O quarto vídeo de jogabilidade foi "Life in the West Part II", lançado em 2 de abril e mostrando mais atividades paralelas disponíveis dentro do jogo. Este foram seguidos por dois vídeos acerca do aspecto multijogador: "Multiplayer Free Roam" em 8 de abril e "Multiplayer Competitive Modes" no dia 22. Um trailer foi exibido em emissoras de televisão dos Estados Unidos a partir de 27 de abril. Red Dead Redemption também foi o foco do episódio de 7 de maio do programa GameTrailers TV with Geoff Keighley, com imagens inéditas e exclusivas de jogabilidade sendo exibidas. Seu último trailer cinematográfico estreou em 13 de maio.
Estratégias de publicidade viral também foram empregadas para divulgar Red Dead Redemption. O site oficial do jogo foi reprojetado nos dias 16 de março, 14 de abril, 21 de abril, 26 de abril, 10 de maio e 12 de maio. A Rockstar colaborou com várias revendedoras e lojas de varejo disponibilizando diversos bônus de pré venda a fim de impulsionar as vendas do título. Estes incluíam roupas, armas e cavalos exclusivos para serem usados pelos jogadores.
Algumas ilustrações dos personagens foram pintadas em grandes murais em algumas cidades dos Estados Unidos a fim de divulgar o jogo. Artes do jogo também estamparam o carro do piloto Joey Logano em corridas da NASCAR em abril e junho. Um curta metragem machinima intitulado Red Dead Redemption: The Man from Blackwater foi exibido na televisão norte americana em 29 de maio pela emissora Fox. Ele foi dirigido por John Hillcoat e reconta várias das primeiras missões do jogo em que Marston tenta encontrar um meio de matar Williamson. A Rockstar também desenvolveu um aplicativo de Facebook baseado no título, chamado de Red Dead Redemption: Gunslingers. Este foi lançado em 12 de abril e era um jogo social que permitia que os jogadores duelassem com amigos.

### Expansões
Várias expansões foram adicionadas à Red Dead Redemption após seu lançamento como pacotes de conteúdo para download. O primeiro foi Outlaws to the End em 22 de junho de 2010, acrescentando seis novas missões cooperativas para o modo multijogador. O pacote Legends and Killers foi lançado em 10 de agosto, adicionando seis personagens de Red Dead Revolver ao multijogador, nove mapas novos e a arma tomahawk. O terceiro pacote de expansão foi Liars and Cheats em 21 de setembro, adicionando ao multijogador novas partidas, minijogos, personagens do modo um jogador e a arma rifle explosivo. O pacote Hunting and Trading estreou em 12 de outubro, disponibilizando novas roupas e colocando o jackalope no mundo de jogo. O Undead Nightmare foi lançado em 26 de outubro e vinha com uma campanha de história um jogador totalmente nova, em que Marston precisa procurar a cura para uma infestação zumbi que tomou todo o mundo de jogo. A última expansão foi Myths and Mavericks lançado gratuitamente em 13 de setembro de 2011, adicionando mais personagens da campanha um jogador para o multijogador e novos mapas. A "Edição Jogo do Ano" de Red Dead Redemption foi lançada em outubro de 2011 e vinha com todos os conteúdos para download integrados.

## Recepção

### Crítica
Red Dead Redemption foi aclamado pela crítica. No agregador Metacritic, o jogo tem uma nota média de 95/100 em ambas plataformas, indicando "aclamação universal", baseada em 73 resenhas no PlayStation 3 e 96 no Xbox 360. Além disso, o título foi um sucesso comercial, tendo vendido mais de onze milhões de unidades até agosto de 2011, com dois milhões sendo apenas de Undead Nightmare. O número de vendas já havia chegado em mais de quinze milhões de cópias em fevereiro de 2017.
Vários críticos elogiaram as paisagens, ambientes e gráficos de Red Dead Redemption. Erik Brudvig da IGN foi positivo sobre os detalhes do mundo de jogo, comentando que chegava até mesmo ser possível para jogador assustar um grupo de pássaros caso passasse perto deles. Ele também falou que os eventos dinâmicos, clima e sons ambientes criavam uma experiência muito rica. Brudvig resumiu sua resenha escrevendo que "você também pode esperar um jogo fantástico que oferece a experiência de faroeste que todos nós estávamos esperando". Matt Bertz da revista Game Informer afirmou que os cenários eram "de tirar o fôlego" enquanto as cutscenes cinemáticas eram um "vasto aprimoramento" sobre Grand Theft Auto IV, chegando a dizer que Red Dead Redemption era o "mais bonito jogo da Rockstar até hoje".
A música, sons e dublagem também foram muito comentados e elogiados. Sobre o desenho sonoro, Bertz escreveu: "Desde a afinação perfeita dos disparos até o estrondo assustador das tempestades da pradaria, a notável atenção aos detalhes do áudio dá vida a este mundo. A parte do jogo em que Marston entra no México foi particularmente aclamada por críticos e jogadores devido ao uso da canção "Far Away", com a cena chegando a ser descrita por jornalistas como "perfeita" e "linda".
Críticos também traçaram comparações dos controles e físicas com a série Grand Theft Auto. Bertz escreveu que a Rockstar "[transpôs] o esquema de jogabilidade de Grand Theft Auto para um cenário de Velho Oeste". Stephanie Bendixsen do programa televisivo australiano Good Game disse que a empresa "realmente olhou para aquilo que as pessoas gostaram e não gostaram de seu projeto de jogo de [Grand Theft Auto IV] e os incluíram aqui". Simon Parkin da Eurogamer sentiu que Red Dead Redemption era bem sucedido em dar um "nova roupagem" à fórmula de Grand Theft Auto em um "cenário excitante, distinto e habilmente realizado".
O aspecto multijogador recebeu críticas mais mistas que a campanha um jogador. Will Herring da GamePro elogiou a variedade de modos presentes no multijogador e a jogabilidade aberta, porém comentou que isso colocava mais responsabilidade sobre os jogadores para manter as coisas interessantes. Justin Calvert da GameSpot também elogiou a variedade do multijogador, mas sentiu que havia uma falta de opções de customização disponíveis. Scott Sharkey da 1UP.com foi mais crítico, escrevendo que o jogo sofria de jogadores deliberadamente tentando irritar e atrapalhar outros devido à natureza aberta. Ele também foi negativo sobre as mecânicas para subir de nível e destravar itens, dizendo que "os primeiros minutos passados como um mineiro banguela montado em uma mula teimosa podem ser bem humilhantes".

### John Marston
A recepção do protagonista John Marston também foi muito positiva. Tanto a GameSpot quanto a IGN o elegeram como o melhor personagem de jogos do ano de 2010. Wiethoff venceu o prêmio da Academy of Interactive Arts & Sciences de Melhor Interpretação de Personagem, também recebendo uma indicação na mesma categoria no Spike Video Game Awards. A interpretação de Wiethoff foi lembrada em 2013 pela revista Complex como a segunda melhor na história dos jogos eletrônicos, perdendo apenas para David Hayter como Solid Snake. Keith Shaw da Network World comentou que Marston "é um personagem, tendo sido uma pessoa má que está tentando fazer as coisas certas". Seth Schiesel do The New York Times escreveu que "[Marston] e seus criadores conjuram uma reimaginação do mundo real tão convincente, coesa e cativante que estabelecem um novo padrão para sofisticação e ambição em jogos eletrônicos". Desde o lançamento de Red Dead Redemption, o personagem já apareceu em várias listas dos melhores em diversas categorias. A GamesRadar o elegeu em 2013 como o quinto maior personagem da sétima geração,, enquanto sua omissão da lista dos cinquenta melhores personagens da Guinness World Records Gamer's Edition de 2011 foi criticada por Mike Sharkey da GameSpy.

### Prêmios
Red Dead Redemption já venceu vários prêmios desde seu lançamento. Ele recebeu o prêmio de Melhor do Ano de várias publicações como a GameSpy, GameSpot, Good Game, Computer and Video Games, Machinima, dentre outros. A música também recebeu vários prêmios de trilha original pela GameSpot, Machinima e Spike. José González também venceu o prêmio da Spike de canção original por "Far Away". Os gráficos foram laureados pela Korean Games Conference e Good Game. Undead Nightmare venceu o prêmio de conteúdo para download da Spike e Game Revolution. Sua história venceu os prêmios da GameSpot e IGN. Red Dead Redemption não foi indicado a nenhum prêmio do BAFTA Video Game Awards pois a Rockstar se recusou a enviar o jogo para consideração, com a BAFTA não podendo indicar nenhum título sem a aprovação dos desenvolvedores e publicadores.

### Port para nova Geração e PC
Em 17 agosto de 2023, Red Dead Redemption foi lançado para Nintendo Switch e PlayStation 4 - essa versão incluir o pacote Undead Nightmare, assim como menus e legendas em português brasileiro, porem não incluir o modo multijogador.
Essa versão teve uma recepção negativa entre jogadores e jornalistas especializados, sendo criticado principalmente pelo alto preço cobrado ($49.99; €49,99; £39,99; R$ 249,50) considerando que essa versão não teve nenhuma melhoria significativa quando comparado as versões para PlayStation 3 e Xbox 360.
Em maio de 2024, uma pesquisa nos servidores da Rockstar Games indicaram que a empresa estava se preparando para lançar Red Dead Redemption para PC, com o jogo sendo listado na API do Rockstar Games Launcher. Estas informações foram corroboradas por Tez2, um conhecido insider da indústria de jogos. Em 8 de outubro, a Rockstar Games oficializou o que alguns insiders vinham dizendo sobre o jogo: o jogo virá para PC.  O jogo está previsto para lançar no PC em 29 de outubro de 2024. 

## Legado
Os críticos concordaram que Red Dead Redemption era um dos melhores jogos da sétima geração de consoles. Dan Whitehead da Eurogamer escreveu em 2013 que esperava que os jogos da oitava geração oferecessem "experiências similarmente poderosas". A IGN o elegeu como o terceiro melhor jogo eletrônico moderno, ficando em sétimo na lista dos melhores da geração e nono na de melhores de todos os tempos. A GamesRadar listou o título como seu segundo melhor jogo eletrônico de todos os tempos e o sexto com a melhor história. Red Dead Redemption ficou com o quarto lugar na lista da Eurogamer dos melhores da geração e oitava na da Hardcore Gamer. A equipe da Game Informer o elegeu em 2018 como o segundo melhor jogo da Rockstar Games, atrás apenas de Grand Theft Auto V. Spencer Hall da Polygon escreveu que o título era o melhor faroeste já produzido, levando em conta todas as obras de ficção do gênero, dizendo que "a narrativa é cinematográfica, mas mais íntima do que o cinema poderia ser [...] Há um arco longo e condenado com momento emocional suficiente para fazer da conclusão um soco no estômago legítimo", também afirmando que diferentemente de outros faroestes ele "lida com a morte do Oeste, e põe sua morte sob a maré arrebatadora da civilização como algo tão selvagem e cruel quanto seu nascimento.
Karl Slatoff, o chefe de operações da Take Two, revelou em março de 2013 que a empresa tinha um "extenso gasoduto de títulos não anunciados em desenvolvimento" e também mencionou que a franquia Red Dead era muito importante para a empresa. Artes conceituais para um suposto jogo futuro da franquia vazaram na internet em abril de 2016, gerando grande especulações sobre a existência de uma sequência. Red Dead Redemption 2 foi confirmado pela Rockstar em 18 de outubro de 2016, inicialmente com lançamento para 2017 mas depois adiado para 26 de outubro de 2018 nas plataformas PlayStation 4 e Xbox One.